# Karoliina Rantamäki
Karoliina Rantamäki, född den 23 februari 1978 i Vanda i Finland, är en finländsk ishockeyspelare.
Hon tog OS-brons i damernas ishockeyturnering i samband med de olympiska ishockeytävlingarna 1998 i Nagano.